# Kwame Yeboah
Kwame Adzenyina Yeboah (* 2. Juni 1994 in Gold Coast) ist ein australischer ehemaliger Fußballspieler.

## Karriere
Yeboah spielte mehrere Jahre an der Queensland Academy of Sport. In der Saison 2011/12 war er für das Jugendteam von Gold Coast United in der National Youth League aktiv; zur Saison 2012/13 wechselte er in das Jugendteam von Brisbane Roar. Nachdem der Stürmer am 17. Februar 2013 per Einwechslung gegen Wellington Phoenix für das Profiteam in der A-League debütiert hatte, unterzeichnete er – ebenso wie sein Nachwuchsteamkollege Ben Litfin – zur Spielzeit 2013/14 einen Profivertrag.
Zum 1. Januar 2014 wechselte Yeboah zu Borussia Mönchengladbach. Dort besaß er ursprünglich einen bis zum 30. Juni 2019 laufenden Profivertrag, kam aber nur in der zweiten Mannschaft zum Einsatz, über die er an die Profi-Mannschaft herangeführt werden sollte. Am 22. Januar 2018 wurde er bis zum Saisonende in die 3. Liga an den SC Paderborn 07 verliehen, zu dessen Aufstieg er zwei Tore in elf Einsätzen beitrug.
Zur Saison 2018/19 wechselte er zum Drittligisten SC Fortuna Köln. Ende 2018 wurde der Vertrag bei der Fortuna aufgelöst und er schloss sich kurz darauf dem australischen Erstligisten Western Sydney Wanderers an. 2021 beendete er seine Karriere.

### Nationalmannschaft
2009 und 2010 gehörte Yeboah zum Aufgebot der australischen U17-Auswahl und nahm mit dem Team an der U16-Asienmeisterschaft 2010 teil, bei der ein Jahr später stattfindenden U-17-Weltmeisterschaft gehörte er nicht zum Kader. Im Mai 2013 wurde Yeboah vom australischen Verband in ein Trainingslager eingeladen, das als Vorbereitung auf die U-20-Weltmeisterschaft 2013 diente. Zu einer Aufnahme in den Turnierkader reichte es aber nicht.